# Carrie Kelley (personaje)
Carrie Kelley es una superheroína de las novelas gráficas de Frank Miller Batman: The Dark Knight Returns (1986) y sus secuelas Batman: The Dark Knight Strikes Again (2001-2002) y The Dark Knight III: The Master Race (2015-2017). Ella se convierte en la nueva Robin en The Dark Knight Returns cuando salva la vida de Batman. Más tarde, en The Dark Knight Strikes Again, adopta la identidad de Catgirl, y en The Dark Knight III: The Master Race, adopta la identidad de Batwoman. Ella fue la primera mujer Robin a tiempo completo en la historia de la franquicia de Batman, aunque Julie Madison había pasado como Robin por un breve tiempo en una historia de Bob Kane publicada en Detective Comics #49 en marzo de 1941.
Carrie ha aparecido en diferentes formas de medios dentro y fuera de los cómics. Ella hizo su debut de acción real en la serie de televisión Gotham Knights, interpretada por Navia Robinson.

## Historial de publicaciones
Según Frank Miller, la idea de crear a Carrie Kelley surgió de una conversación con el veterano de los cómics de superhéroes John Byrne mientras volaban a una convención de cómics en Ohio. Cuando Miller le dijo a Byrne que estaba escribiendo una historia de Batman con un Batman viejo y malhumorado, Byrne le recomendó que hiciera de Robin una niña y le dibujó un boceto. A Miller le gustó tanto el concepto que finalmente lo incluyó en The Dark Knight Returns.

## Biografía ficticia

### The Dark Knight Returns
Carrie Kelley es una colegiala y exploradora de 13 años a quien Batman salva de un sádico grupo de miembros de una banda mutante la noche en que regresa de su retiro. Idolatrando al Caballero de la Noche, luego gasta el dinero de su almuerzo en un atuendo de Robin, se propone atacar a los estafadores de poca monta y encontrar a Batman con la esperanza de convertirse en su socio. Kelley usa una honda y petardos como armas. Ella también usa gafas de sol teñidas de verde en lugar de una máscara de dominó negra. Antes de comenzar su entrenamiento con Batman, ya está entrenada en gimnasia. Como la mayoría de los personajes jóvenes del libro, habla en una jerga futurista que Miller atribuyó a la colorista (y esposa de Miller) Lynn Varley con ayudar a crear.
A diferencia del primer y segundo Robin mencionados en la historia, Kelley no es huérfana, pero parece tener padres bastante ignorantes y negligentes que nunca se ven en realidad; uno de ellos murmura "¿No tuvimos un hijo?" mientras su hija es testigo de la feroz batalla entre Batman y las bandas callejeras conocidas como los Mutantes. Se insinúa a través de su diálogo que una vez fueron activistas y posiblemente hippies durante la década de 1960, pero que desde entonces se han convertido en fumetas apáticos.
En la serie, la prohibición del gobierno de las actividades de los superhéroes y la muerte de Jason Todd llevaron al retiro del Caballero de la Noche, pero Batman la acepta como Robin cuando ella le salva la vida justo cuando él está a punto de ser asesinado por el líder Mutante anónimo al saltar sobre él por detrás y arrancándole los ojos. Prácticamente lo arrastra de regreso al Batmobile y hace un cabestrillo para su brazo con parte de su capa y un trozo de tubería. Él a menudo amenaza con despedirla, pero ella muestra una habilidad e improvisación considerables que lo impresionan lo suficiente como para suspender su despido incluso cuando desobedece sus órdenes. La policía, ahora dirigida por la recién nombrada comisionada Ellen Yindel luego del retiro de James Gordon, adopta una actitud muy pobre hacia Batman y sus métodos y emite una orden de arresto. Cuando ve a Batman con Kelley saltando en el aire y atrapando apenas un ala delta que pasa, Yindel agrega peligro infantil a la creciente lista de cargos contra Batman.
Como Robin, Carrie juega un papel crucial en la búsqueda y confrontación del Joker quien (en una feria) ha envenenado a varios niños y colocado una bomba en una montaña rusa. Mientras Batman persigue a su antiguo némesis, Carrie logra deshacerse de la bomba pero se enreda con Fat Abner, el cómplice de Joker. Mientras luchan juntos, Abner es decapitado por una sección sobresaliente de la vía, lo que lleva a Carrie momentáneamente a la conmoción y las lágrimas, pero se recupera lo suficiente como para rescatar a Batman gravemente herido de la captura de la policía y ayudar a curar sus heridas con Alfred Pennyworth. Carrie también ayuda a Batman a restablecer el orden en Ciudad Gótica después de un apagón nacional causado por un pulso electromagnético con la ayuda de los Hijos de Batman. Inquieto por las actividades de Batman, el gobierno de los Estados Unidos envía a Superman para acabar con el Caballero de la Noche. Cuando la gran batalla está a punto de comenzar, Carrie retrasa la llegada de Superman usando el Batmobile con forma de tanque y una honda, a lo que el Hombre de Acero simplemente responde "¿No es esta noche una noche de escuela?" Usando una variedad de armas poderosas, incluida la kryptonita sintetizada, Batman logra derrotar a Superman pero "muere" en el proceso. Más tarde se descubre que había fingido su propia muerte y Carrie desenterró a Batman de su tumba poco después de que reviviera. Luego pasan a la Baticueva bajo tierra donde, con Green Arrow, se dedican a entrenar a varias pandillas callejeras de adolescentes en un ejército en preparación para tratar con personas "peores que ladrones y asesinos".

### The Dark Knight Strikes Again
Tres años después, Kelley comenzó a llamarse a sí misma "Catgirl". Ella sigue siendo la segunda al mando de Batman. Viste un disfraz de gato ceñido con un patrón de leopardo y ahora está ampliamente entrenada en combate. Su equipo incluye patines motorizados y un cañón de brazo que dispara batarangs. El deber principal de Catgirl es supervisar un ejército de Batboys para ayudar a salvar al mundo de una dictadura de estado policial, dirigida por Lex Luthor y Brainiac. Ella los lleva a la batalla, liberando a héroes encarcelados como Átomo y Flash. Sin embargo, también causa lesiones graves a un Batboy que excedió sus órdenes al mutilar y matar a un par de policías. Ella lo golpea y les dice a los demás que lo traten pero que no se molesten con la anestesia. Una vez sola, sin embargo, rompe a llorar, pero Batman le ofrece una mano reconfortante. Se la ha referido como "La hija que [Batman] nunca tuvo", pero también como "jailbait".
Carrie finalmente entra en conflicto con un hombre sobrenatural parecido a Joker e intenta matar al hombre con flechas, termita, ácido y C-4. Sin embargo, el hombre todavía regresa para atentar contra su vida en la Baticueva, resultando ser un Dick Grayson genéticamente modificado y ahora homicida que se resintió con ella porque Batman lo había tratado mal y lo había abandonado. Sus labios están gravemente lacerados y varios de sus huesos están rotos en la pelea. Pensando que está a punto de morir, le dice a Batman que lo ama, y Batman luego refleja que él siente lo mismo (aclaró Frank Miller en una entrevista en el libro Batman a través de las edades) que Batman vio a Carrie como una hija, lo que significa que Carrie probablemente vio a Batman como una figura paterna). Batman, sin embargo, llega y detiene a Grayson el tiempo suficiente para que Ralph Dibny lleve a Carrie a un lugar seguro. Se notó que Carrie estaba desarrollando sentimientos por Átomo.

### The Dark Knight III: The Master Race
Tres años después de su desaparición, Batman hace algunas apariciones en Gotham City por primera vez. Después de una confrontación con el DPGC y la comisionada Yindel, Batman es detenido y desenmascarado, revelando que es Carrie Kelley debajo de la capucha. Ella afirma que Bruce Wayne está muerto. Más tarde, Kelley le cuenta a Yindel la historia de Batman falleciendo en su cama después de ser golpeado por un villano. Mientras es transferida a la prisión de Blackgate, Kelley activa de forma remota un tanque que ataca al convoy y la ayuda a escapar, luego se reúne con Wayne en la Baticueva.
Kelley y Wayne ven las noticias sobre los kandorianos, liderados por Quar, que le dan a la humanidad tres días para rendirse a sus demandas y aceptarlos como dioses. Bruce y Carrie van a la Fortaleza de la Soledad y despiertan a Superman, que ha estado sentado y cubierto de hielo durante tres años. Carrie se reúne con el ejército de Bat Boys mientras Batman y Superman desafían a Quar. Después de ser derrotado por Lara, Quar encierra a Superman en la materia oscura, quien se vuelve hacia Gotham y exige que les entreguen a Batman o enfrentarán la destrucción. Bruce le presenta a Carrie, como un "regalo de graduación", un traje de Batgirl verde y morado y la envía en una misión para contratar la ayuda de Aquaman para encontrar y liberar a Superman.
Después de que los Kryptonianos son derrotados, Carrie es atacada por Baal. Ella se defiende y usando una honda y una pequeña roca de kryptonita desfigura el rostro de Baal. Lara se enfrenta a Carrie y está a punto de matarla cuando Diana la detiene. Carrie es testigo de la pelea entre Diana y Lara, impresionada por el poder que muestran ambas. Más tarde, Batgirl descubre que Batman fue asesinado por Quar antes de escapar. Ella habla con Yindel en la Bati-señal destruida y le dice que consiga una nueva para mantenerse en contacto. Mientras discute con Flash en la Baticueva, un joven Bruce regresa después de haber sido sumergido por Superman en el Pozo de Lázaro.
Mientras sigue una pista sobre un crimen, la comisionada Yindel es capturada por Bruno y los Jokers. Ella es salvada por Batman y Batgirl. Luego se dirigen al desierto donde los kryptonianos están uniendo fuerzas nuevamente y usan una banda de murciélagos para confundirlos, lo que hace que se ataquen de manera desigual, el resto es eliminado por los cuatro hijos restantes de Quar. Superman, Batman y Batgirl luego los atacan, pero se vuelven nucleares y están a punto de explotar cuando aparece Átomo y los reduce de tamaño, por lo que las explosiones son insignificantes.
Dos meses después, Superman no se encuentra por ningún lado y Bruce se pregunta dónde podría estar. Carrie aparece con un nuevo traje negro y se convierte formalmente en Batwoman.

### The New 52
En septiembre de 2011, The New 52 reinició la continuidad de DC. En Tierra Prima, Carrie Kelley hace su primera aparición en Batman and Robin #19 (titulada Batman and Red Robin). Ella es una estudiante universitaria y la instructora de actuación de Damian Wayne. Como homenaje a The Dark Knight Returns, usa un disfraz de Robin como disfraz de Halloween en su primera aparición.

### DC Renacimiento
En 2016, DC Comics implementó otro relanzamiento de sus libros llamado "DC: Renacimiento", que restauró su continuidad a una forma muy similar a la anterior a "The New 52". En un posible futuro en el que Batman y Catwoman han envejecido juntos, Carrie se encuentra entre los miembros de la familia Bat que están junto a la cama de Bruce mientras él muere.

## Otras versiones
- En The Batman & Robin Adventures # 6, un tabloide difunde el rumor de que Batman está buscando un nuevo socio para que actúe como Robin, lo que resulta en que varios imitadores se pongan el disfraz de Robin y salgan a las calles en un intento de impresionar a Batman. Entre ellos se encuentra una mujer pelirroja que usa una pequeña bomba para interrumpir una reunión entre Batman, Robin, el Comisionado Gordon y el Detective Bullock, y anuncia su nombre como Carrie. Bullock la arresta, pero sale de la cárcel debido a su padre, concejal. Carrie sigue a Batman por el resto del problema, causando problemas continuamente con el secuestrador de otro pretendiente de Robin que espera una reunión solitaria con Batman.[6]
- Carrie Kelley aparece en los libros de Ame-Comi Girls como la Robin de ese universo. En esta continuidad, ella es la prima de Barbara Gordon, de quien actúa como compañera.[7] Cuando Batgirl es secuestrada por Duela Dent, Carrie solicita la ayuda de Steel y Flash para ayudar a rescatar a Batgirl.[8]
- En Batman: The Brave and the Bold #13, Phantom Stranger convoca a todos los Robins, incluidos Carrie, Stephanie Brown, Nightwing, Tim Drake, Damian Wayne y Jason Todd para salvar a Batman. A lo largo del número, ella usa constantemente palabras de la jerga de The Dark Knight Returns, como "shiv" o "billy". Nightwing nota que Carrie puede no tener tanta fuerza física como los otros Robins, pero lo compensa con entusiasmo y actitud.

## En otros medios

### Televisión
- Carrie Kelley aparece en Las nuevas aventuras de Batman, episodio "Legends of the Dark Knight", con la voz de Anndi McAfee. Ella es una niña en la actualidad que describe lo que ella (como Robin) imagina que Batman sería, ya que la fantasía es una recreación de la pelea de Batman con el Líder Mutante.
- La versión Carrie Kelley de Robin aparece en Teen Titans Go! episodio "The Best Robin", con la voz de Scott Menville. Ella es parte de un equipo de Robins que eventualmente se ve consumido por la competencia para determinar cuál Robin es el mejor.
- Carrie Kelley hace un cameo no acreditado en Titanes, episodio "Barbara Gordon", cuando aparece en un archivo en la Batcomputadora para reemplazar a Robins, incluidos Stephanie Brown, Duke Thomas y Daxton Chill, que es descubierto por Dick Grayson (Brenton Thwaites) después de la muerte de Jason Todd (Curran Walters).
- Carrie Kelley aparece en la serie de televisión Gotham Knights, interpretada por Navia Robinson.[9] Si bien su historia de convertirse en Robin permanece intacta, esta versión es la compañera de clase de trigonometría del hijo adoptivo de Bruce Wayne, Turner Hayes, en el momento en que Bruce fue encontrado muerto. Además, su madre (interpretada por Angela Davis) trabaja como enfermera en el hospital local. Cuando Turner es acusado de contratar a Harper Row, Cullen Row y Duela en el asesinato de Bruce que no cometieron, Carrie los salva de unos policías corruptos que los querían muertos antes de que puedan ser encerrados en la penitenciaría de Blackgate. Con Turner recordando a Carrie, ella los ayuda a descubrir quién los incriminó. Carrie ayuda al grupo de Turner incluso cuando en secreto se les llama "Gotham Knights". La madre de Carrie no estaba al tanto de las actividades de Carrie como Robin hasta el episodio "Poison Pill", donde Carrie la recluta para hacer una transfusión de sangre secreta a Turner, que sufría los efectos secundarios radiactivos de ser revivido por Electrum en el episodio anterior.

### Cine
- La versión Carrie Kelley de Robin aparece en la adaptación animada de dos partes de Batman: The Dark Knight Returns, con la voz de Ariel Winter.[10]
- La versión de Robin de Dick Grayson en The Lego Batman Movie se basa visualmente en las versiones de Robin de Carrie Kelley y Tim Drake, y sus trajes son visibles dentro de la Baticueva de Batman.[11]

### Varios
- Carrie Kelley/Robin aparece en un artículo de una página en Comics Collector #8 (Krause Publications, verano de 1985), anterior a su primera aparición en un cómic.